# Pop Out
Pop Out è un singolo del rapper statunitense Polo G, pubblicato il 1º febbraio 2019 come secondo estratto dal primo album in studio Die a Legend.
Vede la partecipazione del rapper statunitense Lil Tjay.

## Descrizione
Billboard ha definito il brano un "inno a muso duro". La rivista lo ha anche classificato al quarantacinquesimo posto nella lista delle 100 migliori canzoni del 2019.

## Tracce
Download digitale
1. Pop Out (feat. Lil Tjay) – 2:46 (testo: Taurus Tremani Bartlett, Tione-Jayden Merritt, João Duarte, Dylan Berg – musica: JD on tha Track, Iceberg)

Download digitale - Remix
1. Pop Out Again (feat. Lil Baby e Gunna) – 2:46 (testo: Taurus Tremani Bartlett, Dominique Armani Jones, Sergio Giavanni Kitchens, João Duarte, Dylan Berg – musica: JD on tha Track, Iceberg)

## Formazione
- Polo G − voce, testi
- Lil Tjay − voce aggiuntiva, testi
- Iceberg − produzione, testi
- JD on tha Track − produzione, testi
- Eric Lagg − mastering
- Denly Morisset − missaggio, registrazione
- Luis Bordeaux − registrazione

## Successo commerciale
Pop Out ha debuttato alla novantacinquesima posizione della Billboard Hot 100 statunitense, diventando così il primo ingresso in classifica sia per Polo G che per Lil Tjay. La settimana del 22 giugno 2019 ha raggiunto l'undicesima posizione della classifica. Il 2 ottobre 2020 il singolo è stato certificato quintuplo disco di platino dalla Recording Industry Association of America.

## Classifiche

### Classifiche settimanali
| Classifica (2019) | Posizione massima |
| ----------------- | ----------------- |
| Australia         | 73                |
| Belgio (Fiandre)  | 21                |
| Canada            | 12                |
| Danimarca         | 36                |
| Irlanda           | 61                |
| Portogallo        | 73                |
| Regno Unito       | 41                |
| Stati Uniti       | 11                |
| Svezia            | 87                |

### Classifiche di fine anno
| Classifica (2019) | Posizione |
| ----------------- | --------- |
| Canada            | 37        |
| Stati Uniti       | 45        |

## Remix
Pop Out Again è un singolo del rapper statunitense Polo G, in collaborazione con Lil Baby e Gunna. È stato pubblicato il 7 giugno 2019, come quinto estratto dal primo album in studio di Polo G Die a Legend. Il brano è una versione alternativa del singolo di Polo G Pop Out, del quale conserva il ritornello.

## Date di pubblicazione
| Paese       | Data             | Formato                      | Versione  | Etichetta        | Nota   |
| ----------- | ---------------- | ---------------------------- | --------- | ---------------- | ------ |
| Vari        | 1º febbraio 2019 | Download digitale, streaming | Originale | Columbia Records | [ 22 ] |
| Stati Uniti | 26 marzo 2019    | Rhythmic contemporary        | Originale | Columbia Records | [ 23 ] |
| Vari        | 7 giugno 2019    | Rhythmic contemporary        | Remix     | Columbia Records | [ 23 ] |